# Ozark (Arkansas)
Ozark é uma cidade localizada no estado americano de Arkansas, no Condado de Franklin.

## Demografia
Segundo o censo americano de 2000, a sua população era de 3525 habitantes.
Em 2006, foi estimada uma população de 3577, um aumento de 52 (1.5%).

## Geografia
De acordo com o United States Census Bureau, a localidade tem uma área de 18,7 km², dos quais 18,6 km² cobertos por terra e 0,1 km² cobertos por água. Ozark localiza-se a aproximadamente 139 m acima do nível do mar.

## Localidades na vizinhança
O diagrama seguinte representa as localidades num raio de 24 km ao redor de Ozark.